# Lurøya
Lurøya est une île de la commune de Lurøy , en mer de Norvège dans le comté de Nordland en Norvège.

## Description
L'île de 14,2 km2 st située juste à l'ouest de l'île de Stigen et juste au nord de l'île d'Onøya avec laquelle elle est reliée par un pont. Le village de Lurøy est situé sur Lurøya, et c'est le centre administratif de la municipalité. La pêche/l'aquaculture et l'agriculture sont les moyens de subsistance les plus importants.
L'église de Lurøy, datant de 1812, est située sur le côté sud-ouest de l'île. L'île est caractérisée par le Lurøyfjellet, qui est à 685 mètres d'altitude. Au sommet, il a une bonne vue sur l'archipel et une vue sur le glacier de Svartisen, Træna et les chutes d'eau Sju Søstre

## Galerie

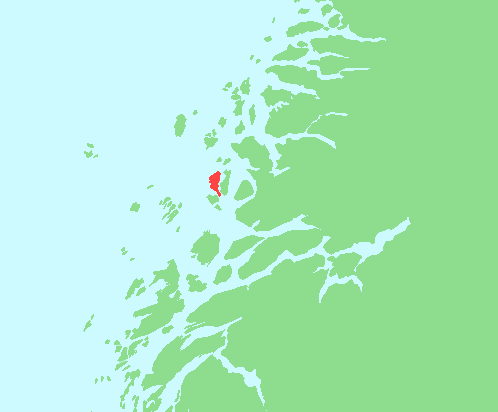
Position de l'île
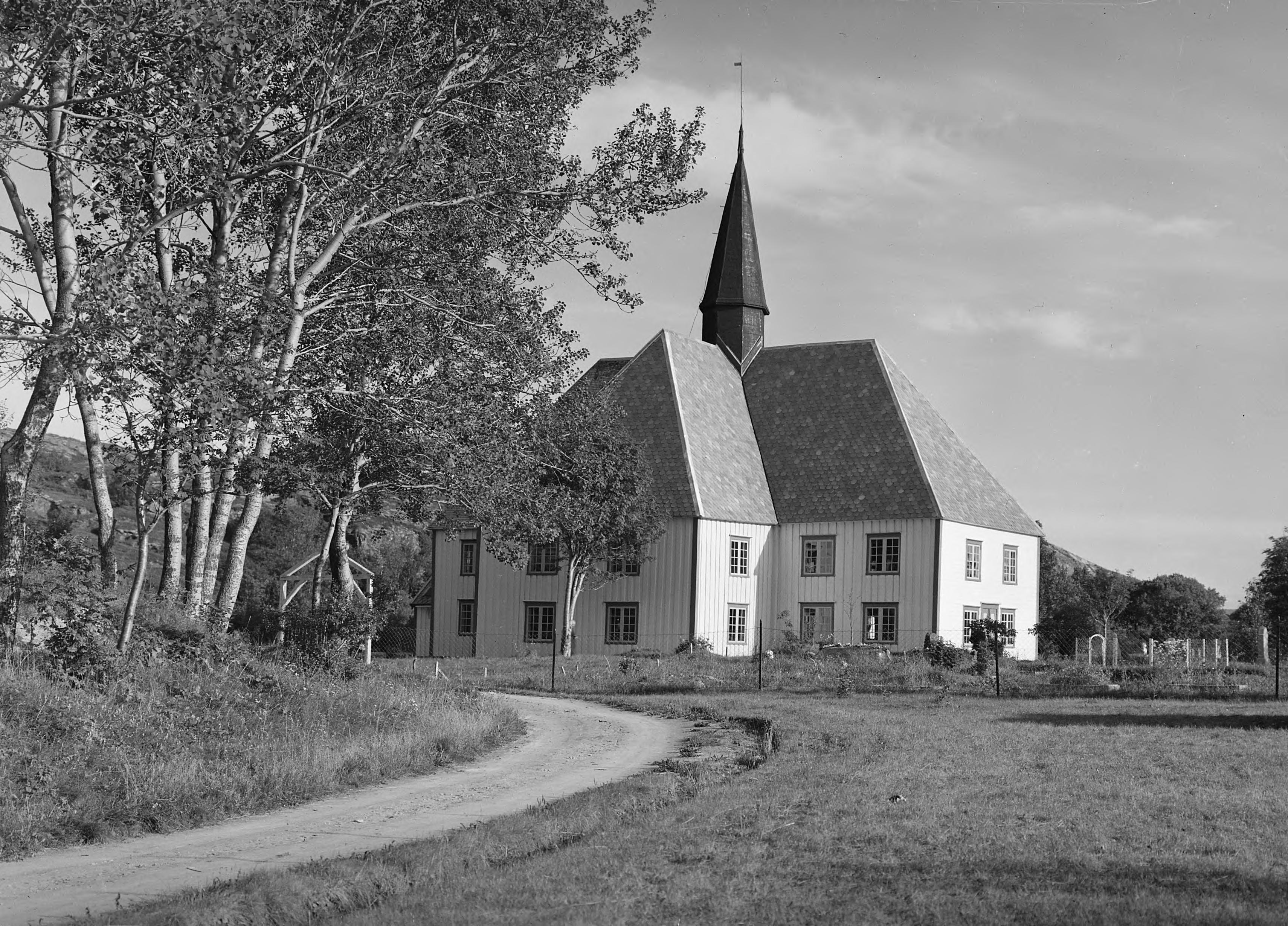
Eglise de Lurøy